# دانشکده پرستاری و مامایی خرم‌آباد
دانشکده پرستاری و مامایی خرم‌آباد، دانشکده‌ای وابسته به معاونت آموزش دانشگاه علوم پزشکی لرستان واقع در استان لرستان، که در سال ۱۳۶۲ شمسی تأسیس گردیده است، می‌باشد.

## تاریخچه
نخستین بار در سال ۱۳۶۲ مدرسه عالی پرستاری فعالیت خود را در جهت تربیت پرستار باپذیرش دانشجو در مقطع کاردان پرستاری آغاز نمود. اولین رئیس آن خانم صدیقه ثابت قدم بود.
در سال ۱۳۶۶ مجوز کارشناسی پرستاری دریافت و در سال ۱۳۷۰ اولین دوره کارشناسی فارغ‌التحصیل شدند. در سال ۱۳۷۰ رشته‌های مامایی در مقطع کاردانی و کارشناسی پرستاری شبانه اضافه گردید.
در سال ۱۳۷۱رشته مامایی در مقطع کاردانی و در سال ۱۳۸۵ در مقطع کارشناسی اضافه گردید.
این دانشکده در سال ۱۳۸۹ موفق به دریافت مجوز کارشناسی ارشد پرستاری در گرایش مراقبتهای ویژه، در سال ۱۳۹۳ گرایش داخلی –جراحی، در سال ۱۳۹۶ گرایش‌های پرستاری سالمندی و پرستاری کودکان و در سال ۱۳۹۷ نیز گرایش پرستاری اورژانس اضافه گردید.

## گروه‌های آموزشی
| رشته           | کارشناسی | ارشد                                                                           | دکترا |
| -------------- | -------- | ------------------------------------------------------------------------------ | ----- |
| پرستاری        | دارد     | پرستاری داخلی جراحی مراقبت ویژه پرستاری کودکان پرستاری سالمندی پرستاری اورژانس | ندارد |
| مامایی         | دارد     | ندارد                                                                          | ندارد |
| بیهوشی         | ندارد    | ندارد                                                                          | ندارد |
| فوریت‌های پزشکی | دارد     | ندارد                                                                          | ندارد |

## امکانات آموزشی و پژوهشی
- - کتابخانه
- - سایت کامپیوتر
- - مرکز مهارت‌های بالینی (پراتیک)